# Bernabé Ballester
Pour les articles homonymes, voir Ballester.
Bernabé Ballester, plus connu sous le patronyme de Berna, né le 12 février 1982 à Xàtiva, est un footballeur espagnol. Il occupe actuellement le poste de défenseur à l'Olímpic de Xàtiva, club de troisième division espagnole.

## Biographie

### La formation espagnole et le départ à Madrid
Commençant le football à l'Olímpic de Xàtiva, le club de sa ville natale situé dans la communauté valencienne, Bernabé Ballester passe par toutes les catégories de jeunes, alors que l'équipe professionnelle connaît ses heures de gloire et manque de monter en deuxième division, puis retombe quelque temps plus tard au niveau régional. 
Brillant à l'Olímpic, il est repéré par les recruteurs du mythique club du Real Madrid, rejoint la capitale en 1997 et rencontre l'entraîneur principal Vicente del Bosque, alors qu'il n'a que quinze ans. Faisant ses armes pendant quatre ans à la Fabrica, il est sélectionné chez les moins de quinze et moins de seize ans espagnols, et participe même à l'Euro 1999, qu'il remporte face à la Pologne. Défenseur solide, il intègre la troisième équipe du Real en 2001, puis la deuxième un an plus tard, en ayant à son compte quelques apparitions à l'entraînement du groupe pro. Mais il n'arrive pas à s'imposer à la Castilla, notamment à cause de grosses blessures à la malléole interne, et est rapidement poussé vers la sortie par les dirigeants de la formation, qui ne voient plus d'avenir pour lui au sein du club madrilène.

### N'arrive pas à s'imposer, et retombe dans l'anonymat
À vingt ans, il arrive à rebondir à Valence, son club de cœur, et est placé dans la deuxième équipe, pensionnaire de troisième division. Il y joue une trentaine de matches par saison et est promu capitaine, ce qui ne suffit pas pour le propulser en équipe première, dirigée en défense par Mauricio Pellegrino et Roberto Ayala, et qui enchaîne les bons résultats en Liga ou en Coupe d'Europe. N'ayant toujours pas joué un match professionnel, il décide à l'été 2007 de partir en Belgique, à Mouscron.
Confronté au haut niveau, il éprouve de grosses difficultés, et doit à nouveau être éloigné des terrains, blessé à de nombreuses reprises. Dans un club de milieu de tableau et connaissant deux changements d'entraîneur en deux saisons, Ballester ne joue qu'à huit reprises, et la plupart du temps en rentrant en fin de match. En 2009, il se retrouve libre, son contrat n'ayant pas été renouvelé, et décide de rentrer au pays.
Berna trouve un point de chute à Alcoy, près de Valence, en troisième division. Alternant entre le terrain et le banc lors de sa première saison, il devient titulaire l'année suivante.

## Palmarès
- Champion d'Europe des moins de seize ans : 1999